# ブリストル・シドレー BS.605

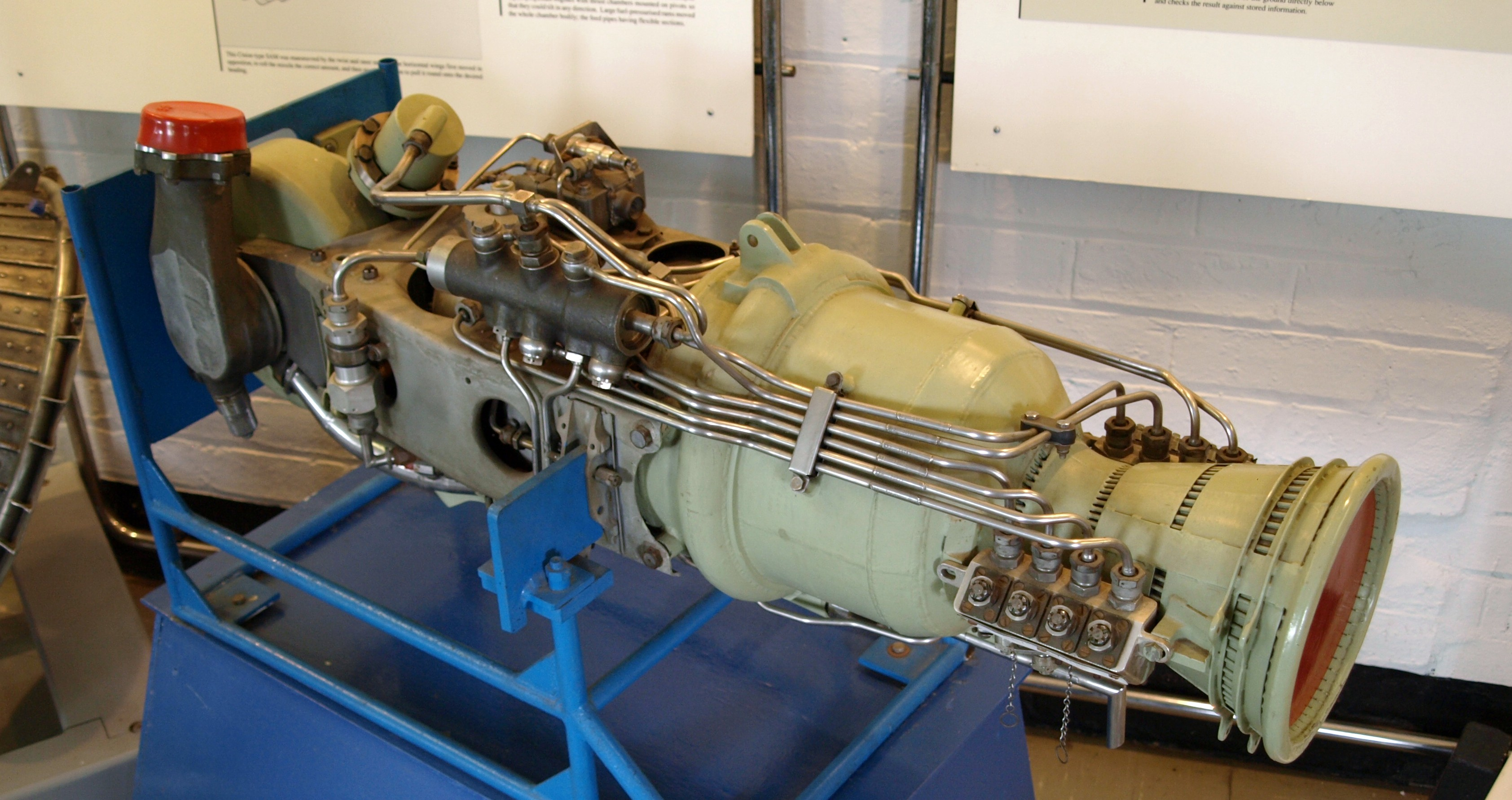
ブリストル・シドレー BS.605

ブリストル シドレー BS.605 は1960年代半ばに開発された高濃度過酸化水素とケロシンを推進剤とするイギリス製の離陸補助ロケットエンジンである。

## 設計と開発
BS.605の設計は初期のアームストロング・シドレー Stentorの2基の燃焼室の小型の方に搭載された。BS.605の一組のエンジンは南アフリカ空軍のバッカニア S.50攻撃機でエンジンの出力が低下する高温で高地の作戦で使用された。BS.605は同様にDonald Campbellの運転による超音速速度記録自動車のために設計されたブルーバード CMN-8での使用も検討された。

## 搭載機
- ブラックバーン･バッカニア S.50

## 展示品
- 完全なBS.605と2番目のエンジンの分解した部品がミッドランド航空博物館（英語版）に展示されている。
- 保存されたBS.605エンジンの部品がコスフォード空軍博物館（英語版）で展示されている。[2]

## 仕様諸元

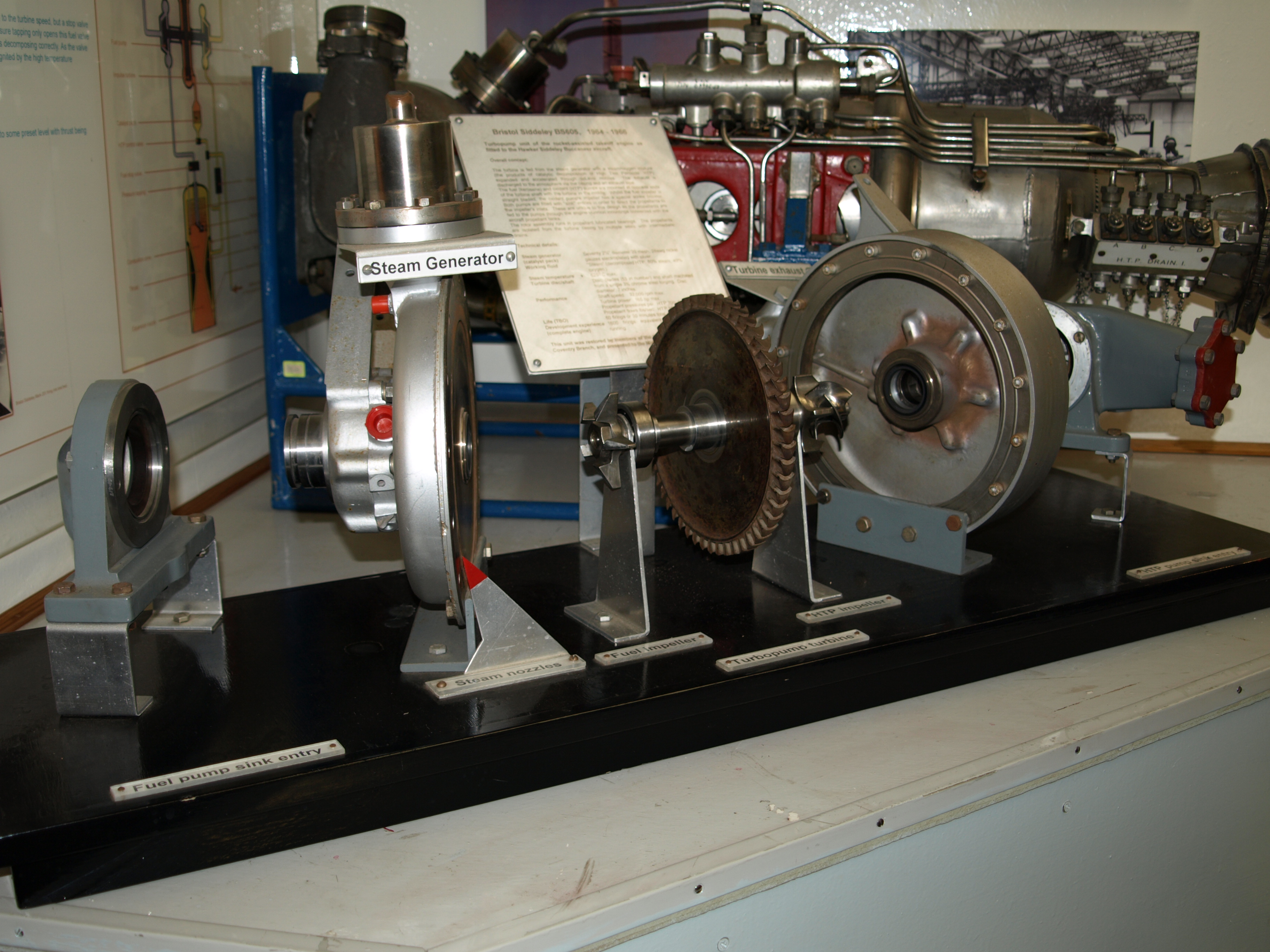
ミッドランド航空博物館で展示される部品

### 全体的な仕様
- 形式: ロケットエンジン
- 全長: 42 in (1,067 mm)
- 直径: 12 in (305 mm)
- 乾燥重量: 366 lb (166 kg)
- 燃料: 過酸化水素/ケロシン

### 構成要素
- ポンプ:

### 性能
- 推力: 4,000 lbf (18 kN)を30秒間 定格は8,000 lbf (35.6 kN) [3]
- 燃焼時間: